# 馮豹
冯豹（1世纪—102年），字仲文，京兆杜陵县（今陕西西安市东南）人，中国东汉经学家，冯衍之子。
冯豹十二岁时，母亲被父亲休弃，常受后母毒害，后母曾经趁他晚上睡着，要害死他，冯豹逃走免于一死，而敬事愈谨，时人称孝。长大后冯豹好儒学，曾于骊山讲授《诗经》、《春秋》。乡里人称颂他：“道德彬彬冯仲文。”后举孝廉，拜尚书郎，在宫中伏案等待，汉章帝派黄门给他盖被。西域方平，以他熟谙边事，拜为河西副校尉。汉和帝时，建议设置戊己校尉，城郭诸国复率旧职，被采纳。转任武威太守，在任二年，被河西人称赞。后又征拜尚书。永元十四年（102年），在官任上去世。

## 延伸阅读
[在维基数据编辑]
 《後漢書·卷28下》，出自范晔《後漢書》
 《東觀漢記》